# Глускап 35
Глускап 35 (англ. Glooscap 35) — індіанська резервація в Канаді, у провінції Нова Шотландія, у межах графства Кінгс.

## Населення
За даними перепису 2016 року, індіанська резервація нараховувала 81 особу, показавши зростання на 37,3%, порівняно з 2011-м роком. Середня густина населення становила 47,3 особи /км².
З офіційних мов обидвома одночасно не володів жоден з жителів, тільки англійською — 85. Усього 5 осіб вважали рідною мовою не одну з офіційних, з них усі — одну з корінних мов.
Працездатне населення становило 41,7% усього населення, рівень безробіття — 40%.

## Клімат
Середня річна температура становить 6,4°C, середня максимальна — 22,6°C, а середня мінімальна — -11,7°C. Середня річна кількість опадів — 1 207 мм.
| Клімат поселення                              | Клімат поселення | Клімат поселення | Клімат поселення | Клімат поселення | Клімат поселення | Клімат поселення | Клімат поселення | Клімат поселення | Клімат поселення | Клімат поселення | Клімат поселення | Клімат поселення | Клімат поселення |
| Показник                                      | Січ.             | Лют.             | Бер.             | Квіт.            | Трав.            | Черв.            | Лип.             | Серп.            | Вер.             | Жовт.            | Лист.            | Груд.            |                  |
| Середній максимум, °C                         | −0,59            | −0,29            | 3,94             | 9,63             | 15,64            | 20,63            | 22,60            | 22,25            | 17,85            | 12,45            | 7,33             | 1,08             |                  |
| Середня температура, °C                       | −6,15            | −5,84            | −1,62            | 4,07             | 10,08            | 15,08            | 18,77            | 18,40            | 14,01            | 8,62             | 3,50             | −2,76            |                  |
| Середній мінімум, °C                          | −11,71           | −11,4            | −7,17            | −1,48            | 4,52             | 9,52             | 14,95            | 14,58            | 10,18            | 4,78             | −0,34            | −6,58            |                  |
| Норма опадів, мм                              | 122              | 100              | 112              | 93               | 96               | 78               | 78               | 76               | 106              | 104              | 126              | 116              |                  |
| Середньомісячна швидкість вітру, м/с          | 4.65             | 4.66             | 4.67             | 4.48             | 4.01             | 3.69             | 3.34             | 3.29             | 3.64             | 4.14             | 4.39             | 4.71             |                  |
| Середньомісячна сонячна радіація, кДж/м²·день | 5022             | 8256             | 12099            | 15059            | 18157            | 20434            | 20201            | 17953            | 13636            | 8760             | 5074             | 3883             |                  |
| --------------------------------------------- | ---------------- | ---------------- | ---------------- | ---------------- | ---------------- | ---------------- | ---------------- | ---------------- | ---------------- | ---------------- | ---------------- | ---------------- | ---------------- |
| Джерело:                                      |                  |                  |                  |                  |                  |                  |                  |                  |                  |                  |                  |                  |                  |